# Mariano Biasin
Mariano Biasin (nascut el 1980 a Buenos Aires) és un director de cinema i guionista argentí.

## Biografia
Mariano Biasin va néixer a Buenos Aires en 1980 i va estudiar direcció cinematogràfica a l'Escola Professional de Cinema de “Eliseo Subiela” allí. Després va treballar com a assistent de direcció en més de 30 llargmetratges argentins i internacionals. Entre altres, va treballar amb el propi Eliseo Subiela, amb Paula Hernández, Pablo Giorgelli, Diego Lerman, Gastón Duprat i Julio Chávez. El seu primer curtmetratge de ficció El inicio de Fabrizio es va projectar en el Festival de Cinema de Berlín 2016 en la secció Generació i va ser guardonat amb l'Os de Cristall.
El seu llargmetratge Sublime es va estrenar en el Festival de Cinema de Berlín al febrer de 2022, on es va projectar en la secció Generation.
Biasin també va ser responsable de la música de diverses de les seves pel·lícules.

## Filmografia
- 2005: Marisol (Director i Guió)
- 2006: Hojas sueltas (curtmetratge, direcció i guió)
- 2014: Nemesis Days (guió)
- 2015: El inicio de Fabrizio (curtmetratge, direcció i guió)
- 2015: Historias breves 11: 20 años (director i guió)
- 2018: Cálculos (curtmetratge, director i guió)
- 2020: Área chica infierno grande (curtmetratge, direcció i guió)
- 2022: Sublime (director i guió)

## Premis i nominacions
Festival Internacional de Cinema de Berlín
- 2016 : Premi al Millor Curtmetratge amb l'Os de Cristall en la secció Generació Kplus (El inicio de Fabrizio)
- 2022 : Nominació a l'Os de Cristall en la secció Generació 14plus (Sublime)
- 2022: Nominada al Premi Teddy (Sublime)

Outfest Los Angeles
- 2022: Guardonat amb el Gran Premi del Jurat al Millor Guió en un Llargmetratge Narratiu Internacional (Sublime)[3]

Festival de Cinema de Sant Sebastià
- 2022: Nominació al Premi Horitzons (Sublime)

Festival Internacional de Cinema de Seattle
- 2022: Guardonat amb el Gran Premi del Jurat en el Concurs Iberoamericà (Sublime)
- 2022: Nominat al Premi del Jurat Juvenil Futurewave (Sublime)[4][5]